# Sitobion lambersi
Sitobion lambersi är en insektsart. Sitobion lambersi ingår i släktet Sitobion och familjen långrörsbladlöss. Inga underarter finns listade i Catalogue of Life.